# MGM-29 Sergeant
Il Sergeant MGM-29 era un missile balistico tattico superficie-superficie a breve raggio a combustibile solido statunitense. Sviluppato nel 1956 ed entrato in servizio presso l'esercito degli Stati Uniti nel 1962 in sostituzione del MGM-5 Corporal, fu dispiegato al di fuori del continente americano nel 1963. Era dotato di una testata nucleare W52 da 20 kt. Radiato dal servizio presso l'US Army nel 1977, fu sostituito dal MGM-52 Lance.
Il Sergeant aveva una spinta di decollo di 200 kN, un peso di decollo di 4.530 kg, un diametro di 79 cm, una lunghezza di 10,52 m e un'apertura delle alette stabilizzatrici di 1,8 m. È stato usato anche come secondo stadio dello Scout, un razzo per il lancio dei satelliti.
Il Sergeant, chiamato anche Sperry, rispetto al predecessore, aveva propellente solido, maggiore velocità di reazione ed altri miglioramenti. Tuttavia i collaudi si protrassero a lungo e la conseguenza di ciò fu che il Sergeant era già superato al momento di entrare in servizio. Nondimeno esso venne preferito al tre volte più leggero e molto più preciso Blue Water inglese, a causa dell’inettitudine del governo inglese.